# Chaetocnema longipunctata
Chaetocnema longipunctata (лат.) — вид жуков-листоедов (Chrysomelidae) рода Chaetocnema трибы земляные блошки из подсемейства козявок (Galerucinae). Центральная Азия: Шри-Ланка.

## Описание
Длина 2,05—2,25 мм, ширина 1,20—1,30 мм. Соотношение максимальной ширины обоих надкрылий к максимальной ширине пронотума 1,15—1,20. Переднеспинка и надкрылья чёрные, без металлического блеска. Ноги в основном желтовато-коричневые, голени жёлтые. 1-6-й членики жгутика усика жёлтые, 7-11-й — коричневые. Голова гипогнатная (ротовые органы направлены вниз). От других видов рода (Chaetocnema nigrilata, Chaetocnema yiei) отличается пунктировкой тела и строением гениталий самцов. Фронтолатеральная борозда присутствует. Кормовые растения неизвестны.
Средние и задние голени с выемкой на наружной стороне перед вершиной. Лобные бугорки не развиты. Переднеспинка без базальной бороздки. Вид был впервые описан в 1926 году по материалам из Шри-Ланки. Валидный статус был подтверждён в 2011 году в ходе ревизии палеарктической фауны рода Chaetocnema, которую провели энтомологи Александр Константинов (Systematic Entomology Laboratory, USDA, c/o Smithsonian Institution, National Museum of Natural History, Вашингтон, США), Андрес Баселга (Andrés Baselga; Departamento de Zoología, Facultad de Biología, Universidad de Santiago de Compostela, Santiago de Compostela, Испания), Василий Гребенников (Ottawa Plant Laboratory, Canadian Food Inspection Agency, Оттава, Канада) с соавторами (Jens Prena, Steven W. Lingafelter).